# Clunisois
Le Clunisois ou Clunysois est une micro-région naturelle et historique de Saône-et-Loire située au nord-ouest du Mâconnais. Sa plus grande ville est Cluny.

## Géographie
Le Clunisois est frontalier à d'autres régions naturelles comme le Mâconnais où la frontière est jalonnée de collines comme le mont Épiney, entre Donzy-le-Pertuis et Azé, ou le mont Saint-Romain, entre Blanot et Bissy-la-Mâconnaise (en Haut-Mâconnais). Il est aussi frontalier au Charolais et au Brionnais du côté de Matour, ainsi qu'au Beaujolais du côté de Germolles-sur-Grosne qui marque la frontière avec le département du Rhône et donc la région Rhône-Alpes, mais aussi avec le Tournugeois du côté de Bresse-sur-Grosne.

## Hydrographie
Les deux rivières principales du Clunisois sont la Grosne et la Guye. La région est toutefois parcourue de multiples affluents de ces deux rivières et de nombreux points d'eau et zones humides.

## Environnement
Le Clunisois offre des paysages variés qui forment une mosaïque de forêts, zones humides, vignobles et bocages et permettent ainsi à de multiples espèces animales d'y trouver refuge.
Cette région naturelle a d'ailleurs été reconnue d'intérêt pour la biodiversité qu'elle abrite puisque le site Natura 2000 du bassin de la Grosne et du Clunisois s'y étend sur 45 000 hectares.
Ce site a été désigné pour protéger plusieurs espèces animales et leurs habitats respectifs, comme le Sonneur à ventre jaune, l’Écrevisse à patte blanche et diverses espèces de chiroptères telles que le Grand Murin ou le Petit rinolophe.

## Label

Le Clunisois appartient au Pays d'art et d'histoire « Entre Cluny et Tournus » créé en 2010.

Les communes du Clunisois, avec celles du Haut-Mâconnais, du Tournugeois et des environs de Saint-Gengoux-le-National, appartiennent à un territoire labellisé : le pays d'art et d'histoire « Entre Cluny et Tournus », créé en 2010 et renouvelé en 2019 par le Conseil national des villes et pays d'art et d'histoire.

## Lieux du Clunisois
Sont notamment implantés en Clunisois :
- l'abbaye de Cluny, chef d'ordre des sites clunisiens ;
- le château de Cormatin ;
- les grottes de Blanot ;
- le château de Saint-Point, résidence du poète Alphonse de Lamartine ;
- l'arboretum de Pézanin ;
- le Lab 71.